# Morbora
Morbora is een geslacht van wantsen uit de familie van de Scutelleridae (Pantserwantsen). Het geslacht werd voor het eerst wetenschappelijk beschreven door William Lucas Distant in 1899.

## Soorten
Het genus bevat de volgende soorten:

- Morbora australis Distant, 1899
- Morbora hirtula Bergroth, 1904
- Morbora schoutedeni Bergroth, 1904